# Gibbula divaricata
Gibbula divaricata là một loài ốc biển trong họ Trochidae, họ ốc đụn. Nó được tìm thấy ở Địa Trung Hải.

## Hình ảnh

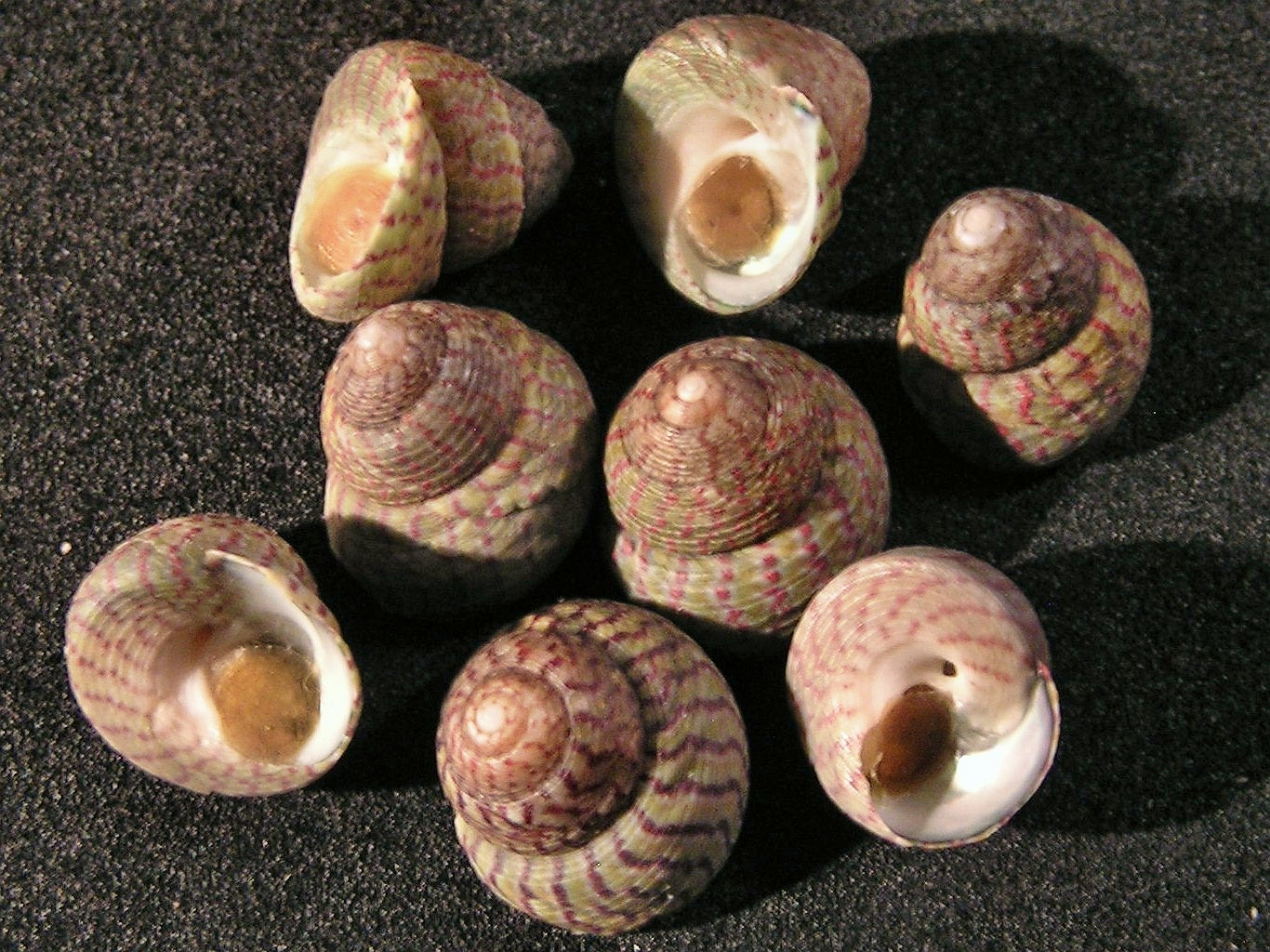
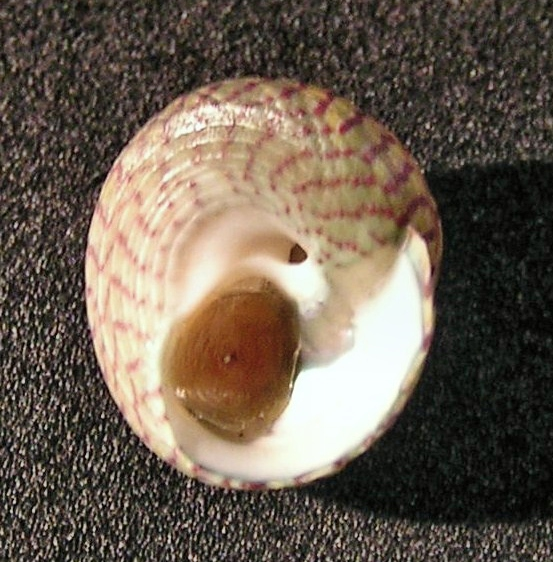
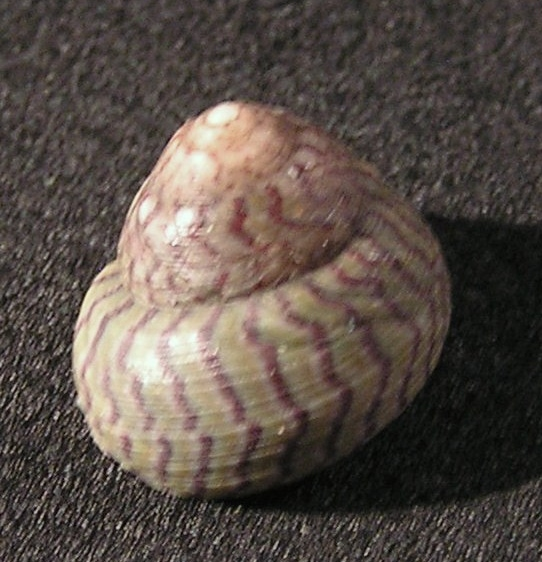
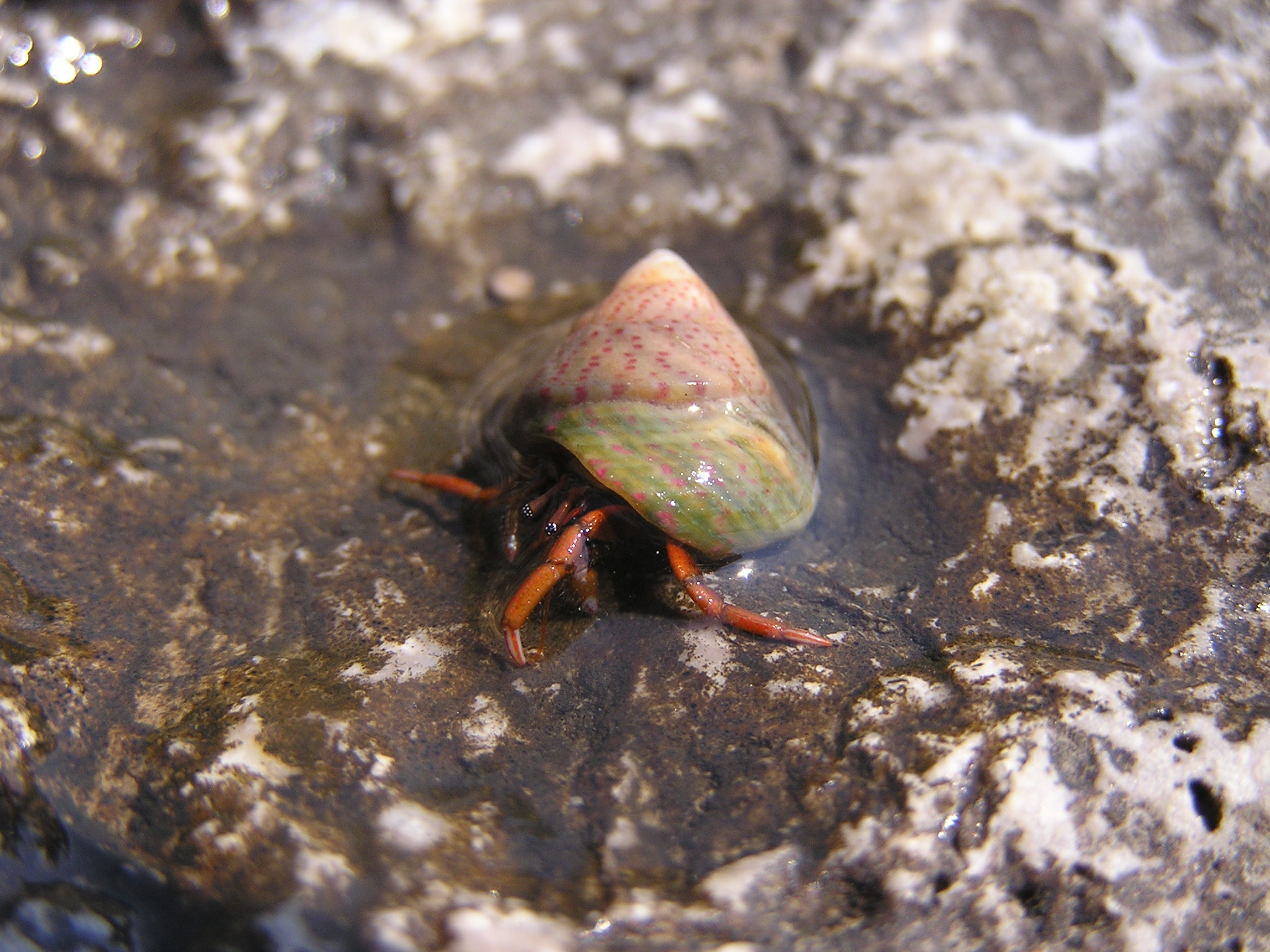
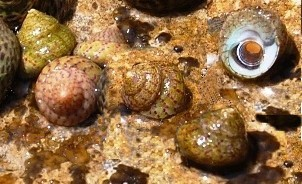